# Бандари
Бандари (англ. Bandari Football Club) — кенийский футбольный клуб из Момбасы. Домашние игры проводит в спортивном клубе Мбараки и на стадионе Момбасы. Участвует в кенийской премьер-лиге после завершения сезона первого дивизиона FKF 2012 года в качестве чемпионов зоны А.
Команда играла с 1960 по 1978 год как футбольный клуб LASCO, а затем восемь лет выступала как футбольный клуб Cargo. В 1985 году клуб объединился с командой управления портов Кении и образовал Бандари.
Клуб ранее играл в Премьер-лиге Кении, но после сезона 1997 года вылетел в низшую лигу. Bandari занял второе место на чемпионате Кении 2017—2018 и выиграл Суперкубок чемпионата SportPesa 2018.
В первом раунде клуб был размещён против клуба Аль-Ахли Шенди из Южного Судана, где Бандари одержали победу. Во втором раунде они были размещены против команды из Бен-Гардана, Тунис и победили их аналогичным образом. Клуб был расформирован в 1999 год и возрождён в 2004 году. После возрождения быстро перешёл из низших лиг обратно в высшую лигу. Клуб вышел в финал Кубка Кении в 1986 году, но проиграл клубу Гор Махиа (который прошёл квалификацию на Кубок обладателей кубков Африки и выиграл турнир).

## Награды
- Чемпион Кении : 0
- Чемпион Кении, занявший 1-е место в 2017 году : 2
- Чемпион Кении, занявший 1-е место в 2018 году : 2
- Чемпион Кении, занявший 1-е место в 2019 году : 2
- Кенийская премьер-лига, занявшая второе место в 2020 году : 3

- Обладатель кубка ФКФ : 1

- Обладатель кубка Кении Топ-8 : 0

- Обладатель Суперкубка Кении : 1

- SportPesa Shield 2019 : 1

## Управление
| Должность                           | Имя                    |
| ----------------------------------- | ---------------------- |
| Главный тренер                      | Энтони Кимани          |
| Председатель попечительского совета | Абдуллахи Саматтар     |
| Сотрудник по связям со СМИ          | Стивен Хейвуд          |
| Исполнительный директор             | Эдвард Кристофер Одуор |
| Казначей                            | Онесмус Нгумбао        |
| Администратор                       | Эзекиэль Окетч         |
| Менеджер по безопасности            | Жюстин Манассия        |

## Выступление на соревнованиях КАФ
- Лига чемпионов КАФ : 0 матчей

- Кубок Конфедерации КАФ : 2 матча

- Суперкубок КАФ : 0 матчей